# Stazione meteorologica di Fivizzano Arlia
La stazione meteorologica di Fivizzano Arlia è la stazione meteorologica di riferimento relativa all'omonima località del comune di Fivizzano.

## Coordinate geografiche
La stazione meteo si trova nell'Italia centrale, in Toscana, in provincia di Massa-Carrara, nel comune di Fivizzano, in località Arlia, a 385 metri s.l.m. e alle coordinate geografiche 44°16′N 10°07′E.

## Dati climatologici 1961-1990
In base alla media trentennale di riferimento (1961-1990), la temperatura media del mese più freddo, gennaio, è di +4,2 °C; quella del mese più caldo, luglio, si attesta a +21,4 °C .
Le precipitazioni medie annue nel medesimo trentennio si attestano a 1.428,4 mm, con elevato picco in autunno, con massimo secondario in inverno e con minimo relativo in estate.
| Fivizzano Arlia     | Mesi  | Mesi  | Mesi  | Mesi  | Mesi  | Mesi | Mesi | Mesi | Mesi  | Mesi  | Mesi  | Mesi  | Stagioni | Stagioni | Stagioni | Stagioni | Anno    |
| Fivizzano Arlia     | Gen   | Feb   | Mar   | Apr   | Mag   | Giu  | Lug  | Ago  | Set   | Ott   | Nov   | Dic   | Inv      | Pri      | Est      | Aut      | Anno    |
| ------------------- | ----- | ----- | ----- | ----- | ----- | ---- | ---- | ---- | ----- | ----- | ----- | ----- | -------- | -------- | -------- | -------- | ------- |
| T. max. media (°C)  | 7,4   | 8,4   | 11,3  | 15,9  | 20,8  | 24,7 | 27,9 | 26,9 | 22,8  | 17,3  | 11,9  | 8,6   | 8,1      | 16,0     | 26,5     | 17,3     | 17,0    |
| T. min. media (°C)  | 1,0   | 1,6   | 3,8   | 6,9   | 10,0  | 13,1 | 14,9 | 14,7 | 12,5  | 9,2   | 5,4   | 2,6   | 1,7      | 6,9      | 14,2     | 9,0      | 8,0     |
| Precipitazioni (mm) | 137,4 | 110,1 | 130,5 | 115,7 | 107,6 | 76,7 | 52,2 | 83,0 | 143,3 | 154,8 | 175,1 | 142,0 | 389,5    | 353,8    | 211,9    | 473,2    | 1 428,4 |